# Liste der chinesischen Botschafter in Brasilien
Die Botschaft befindet sich in Brasília.

## Geschichte
1812 importierte Maria I. (Portugal) chinesische Arbeiter auf ihre Teeplantage in der Nähe von Rio de Janeiro.
1900 erreichte eine weitere chinesische Einwandererwelle São Paulo.
Am 4. Mai 1943 wurde die Gesandtschaft in Rio de Janeiro zur Botschaft aufgewertet.
Am 15. August 1974 erkannte die Regierung Ernesto Geisel die Regierung Zhou Enlai in Peking an.
| Ernennung / Akkreditierung | Botschafter           | Hochchinesisch | Bemerkungen | Regierung von China | Regierung in Brasilien               | Posten verlassen |
| -------------------------- | --------------------- | -------------- | --- | ------------------- | ------------------------------------ | ---------------- |
| 2. Aug. 1914               | Liou She-Shun         | 刘式训         | Liu Shixun auch in Lima akkreditiert | Xiong Xiling        | Hermes Rodrigues da Fonseca          | 14. Apr. 1915    |
| 20. Juni 1919              | Xia Yiting            | 夏诒霆         | | Qian Nengxun        | Francisco de Paula Rodrigues Alves   | 1. Jan. 1925     |
| 28. Nov. 1929              | Dai Ensai             | 戴恩赛         | (* 6. Mai 1892 in Hongkong 16. Januar 1955) Schwiegersohn von Sun Yat-sen | Tan Yankai          | Washington Luís Pereira de Sousa     | 4. Nov. 1931     |
| 11. Jan. 1934              | Samuel Sung Young     | 熊崇志         | | Wang Jingwei        | Getúlio Vargas                       | 23. Apr. 1941    |
| 21. Mai 1941               | Tan Shao Hua          | 夏诒霆         | auch in Bogota und Caracas akkreditiert. | Chiang Kai-shek     | Getúlio Vargas                       | 14. Juli 1943    |
| 1. Sep. 1943               | Chen Jie              | 陈介           | Chen, Chieh diplomatischer Beamter, gebürtig 1885 in Hunan; studierte in Tokyo und Berlin. Vize-Außenminister 1935–1937; Botschafter in Deutschland 1938–41; Botschafter in Südamerika 1942; Botschafter in Brasilien 1943-1944; Botschafter in Mexiko 1944–45; Botschafter in Argentinien Aug. 1945 ernannt                                                                                   | Chiang Kai-shek     | Getúlio Vargas                       | 14. Sep. 1944    |
| 26. Sep. 1944              | Tiangu Cheng          | 熊崇志         | | Chiang Kai-shek     | Getúlio Vargas                       | 16. Jan. 1948    |
| 9. März 1948               | Quo Tai-chi           | 郭泰祺         | | Chang Ch’ün         | Eurico Gaspar Dutra                  | 16. Nov. 1949    |
| 17. März 1951              | Yorkson Shen          | 沈觐鼎         | | Chen Cheng          | Getúlio Vargas                       | 1. Nov. 1955     |
| 23. Nov. 1955              | Shih Chao-ying        | 程天固         | Er starb im Juni 1956 | Yu Hung-Chun        | Nereu Ramos                          | 1. Juni 1956     |
| 12. Juli 1957              | Li Ti-tsun            | 郭泰祺         | auch in Asunción akkreditiert. | Yu Hung-Chun        | Juscelino Kubitschek                 | 1. Juni 1963     |
| 1. Juni 1963               | Hsu Shao-chang        | 沈觐鼎         | (1913–1999) auch Botschafter in Italien | Chen Cheng          | João Goulart                         | 1. Jan. 1968     |
| 1. Feb. 1968               | Shen Yi               | 沈怡           | | Yen Chia-kan        | Artur da Costa e Silva               | 1. März 1971     |
| 1. März 1971               | Chu Fu-sung           | 朱撫松         | zuvor Botschafter in Spanien. 15. September 1974 Botschaft Taiwans geschlossen. 1952–1956: Leiter der Abteilung Information, 1956–1960: Gesandtschaftsrat in Washington, D.C., 1960–1962: Gesandter in Ottawa, 1962–1965: Staatssekretär im Außenministerium, 1965–1971: Botschafter in Madrid, 1971–1974: Botschafter in Rio de Janeiro, 1975–1979: Botschafter in Seoul, 1979. Außenminister | Yen Chia-kan        | Emílio Garrastazu Médici             | 1. Sep. 1974     |
| 1. Mai 1975                | Zhang Dequn           | 张德群         | 1970–1975: Botschafter in Havanna | Zhou Enlai          | Ernesto Geisel                       | 1. Jan. 1982     |
| 1. Mai 1982                | Xu Zhongfu            | 徐中夫         | 1973–1977: Botschafter in Santiago de Chile, 1978–1982: Botschafter in Buenos Aires. | Zhao Ziyang         | João Baptista de Oliveira Figueiredo | 1. Juni 1985     |
| 1. Aug. 1985               | Tao DazhaoPersonZelle | 陶大钊         | 1983–1985: Botschafter in Bogota | Zhao Ziyang         | José Sarney                          | 1. Aug. 1988     |
| 1. Sep. 1988               | Shen Yun'ao           | 沈允熬         | 1986–1988: Botschafter in Buenos Aires, 1996: Botschafter in Mexiko-Stadt | Li Peng             | José Sarney                          | 1. Dez. 1993     |
| 1. März 1994               | Yuan Tao              | 原焘           | 1986–1988: Botschafter in La Paz, 1988–1994: Botschafter in Madrid. | Li Peng             | Itamar Franco                        | 1. Dez. 1995     |
| 1. Feb. 1996               | Li Guoxin             | 李国新         | 1985–1988: Botschafter in Bogota, 1988–1992: Botschafter in Buenos Aires | Li Peng             | Fernando Henrique Cardoso            | 1. Apr. 2000     |
| 1. Mai 2000                | Wan Yongxiang         | 万永祥         | 1987–1993: Botschafter in Rabat, 1992–1993 Botschafter in Prag, April 1997 - 2000 März: Botschafter in Pjöngjang. | Zhu Rongji          | Fernando Henrique Cardoso            | 1. Aug. 2002     |
| 1. Sep. 2002               | Jiang Yuande          | 蒋元德         | 1996: Botschafter in Praia (Kap Verde), Februar 1999 - 2002 August: Botschafter in Luanda (Ambassador of China to Angola) | Zhu Rongji          | Fernando Henrique Cardoso            | 1. März 2006     |
| 1. Apr. 2006               | Chen Duqing           | 陈笃庆         | | Wen Jiabao          | Luiz Inácio Lula da Silva            | 1. Feb. 2009     |
| 1. März 2009               | Qiu Xiaoqi            | 邱小琪         | September 1996 - 1998: Botschafter in La Paz, Januar 2003 – Dezember 2008: Botschafter in Madrid. | Wen Jiabao          | Luiz Inácio Lula da Silva            | 1. Dez. 2011     |
| 1. Jan. 2012               | Li Jinzhang           | 李金章         | (* November 1954) ehemaliger Staatssekretär im Außenministerium | Wen Jiabao          | Dilma Rousseff                       |                  |